# Haplochromis welcommei
Haplochromis welcommei — вид риб з родини цихлові, родом з оз. Вікторія.
Раніше належав до роду Allochromis, що складався лише з 1 виду риб Allochromis welcommei (Greenwood 1966).